# IC 4753
IC 4753 ist eine elliptische Galaxie vom Hubble-Typ E im Sternbild Pfau am Südsternhimmel. Sie ist schätzungsweise 165 Millionen Lichtjahre von der Milchstraße entfernt.
Das Objekt wurde am 20. Juli 1901 von DeLisle Stewart entdeckt.

## IC 4753-Gruppe (LGG 423)
| Galaxie   | Alternativname | Entfernung/Mio. Lj |
| --------- | -------------- | ------------------ |
| NGC 6706  | PGC 62596      | 169                |
| IC 4764   | PGC 62396      | 157                |
| IC 4767   | PGC 62427      | 153                |
| IC 4753   | PGC 62319      | 165                |
| PGC 62393 | ESO 104-2      | 184                |
| PGC 62408 | ESO 104-7      | 176                |
| PGC 62412 | ESO 104-8      | 171                |
| PGC 62384 |                | 157                |
| PGC 62430 |                | 464?               |
| PGC 62436 |                | 160                |